# Paul Berthelot
Pour les articles homonymes, voir Berthelot.
Connu aussi sous le nom de Marcelo Verema, Paul Marcel Berthelot est né le 26 juillet 1881 à Auxerre et mort le 2 novembre 1910, à Conceição do Araguaia, au Brésil. Il est un militant anarchiste et espérantiste.

## Biographie

### Un jeune brillant mais fantaisiste
Fils illégitime de Paul Bert, qui allait devenir quelques mois plus tard ministre de l'instruction publique, il est reconnu par un boulanger nommé Paul Berthelot. Il restera toute sa vie très discret sur ses véritables origines. Il effectue des études secondaires brillantes au lycée de Reims, où il commence également à apprendre l'espéranto. À la rentrée 1900, il entre en classe de mathématiques supérieures au lycée Saint-Louis. Il entre aussi en contact avec les milieux anarchistes et abandonne la religion catholique. Carlo Bourlet, qui fut son professeur de mathématiques pendant l'année de mathématiques spéciales, en brosse le portrait suivant :

« A la rentrée des classes d'octobre 1901, j'ai revu avec plaisir au premier rang mon jeune « samideano ». Durant ma déjà longue carrière de professeur, j'ai rarement rencontré un jeune aussi intelligent, mais également aussi fantaisiste. Il apprenait avec une facilité remarquable les mathématiques et d'ailleurs aussi tout ce qu'il désirait apprendre. Mais il n'apprenait que ce qui lui plaisait, et aucune force au monde, aucun raisonnement n'aurait pu le forcer à apprendre quelque chose, même d'indispensable, qui ne lui aurait pas plu. En juillet 1902, il s'est présenté au concours d'entrée à l'école polytechnique. J'espérais beaucoup que, malgré son travail irrégulier, il serait tout de même admis en raison de ses grandes capacités en mathématiques. Il fut admissible sans difficultés, mais pendant l'oral, pendant l'épreuve capitale de mathématiques, il argumenta vigoureusement contre son examinateur. Il avait d'ailleurs raison et son examinateur était en tort. C'est une chose que l'on pardonne difficilement à un candidat: Berthelot ne fut pas accepté. (traduit d'après La Revuo, n-ro 8(56), avril 1911) »

### Un pionnier du mouvement espérantiste
Berthelot entreprend alors des études de médecine, puis s'enfuit en Espagne pour éviter le service militaire. En 1904, il fonde une association d'espérantistes catalans qui regroupe les catalans des deux côtés des Pyrénées, et rédige leur bulletin. En 1905, il fonde la revue Esperanto, qu'il transmettra à Hector Hodler au bout de deux ans. Il y publiera la première tentative de dictionnaire unilingue en espéranto. En 1906, il s'installe à Genève, où il rédige trois des quatre circulaires qui vont permettre de lancer le périodique Internacia Socia Revuo, le premier journal en espéranto se plaçant sur le terrain de la lutte des classes. Il est également le principal organisateur du congrès des "rouges-verts", c'est-à-dire des espérantistes socialistes (au sens large). Après avoir visité la Suisse et l'Espagne, il part continuer son œuvre de propagandiste en Amérique du Sud.

### Un utopiste doublé d'un ethnologue en Amérique du Sud
Berthelot visite l'Uruguay et l'Argentine, mais c'est au Brésil qu'il s'établit durablement. Il enseigne d'abord l'espéranto et le français à l'académie Berlitz de Rio de Janeiro, puis devient directeur de sa succursale de Petrópolis, avant de se faire renvoyer pour propagande antimilitariste. Il hésite alors à retourner en Europe, mais décide finalement de partir étudier les mœurs des natifs brésiliens. Il tente d'abord d'établir une colonie anarchiste à Dumba, près de Leopoldina dans l'état de Goyas, au bord de la rivière Araguaya. Après l'échec de cette tentative, il reste sur place en tant qu'inspecteur des rivières pour la compagnie naviguant sur l'Araguaya, et profite de cette position pour étudier les indigènes et leur langue ainsi que pour écrire L'Evangile de l'Heure. Il repart ensuite plus au nord, vers Belém do Para.

### Un converti de dernière minute
Ayant contracté la tuberculose et subi divers déboires, il frappe en mai 1910 à la porte du monastère dominicain de Conceição do Araguaia. Là, il retourne peu à peu vers la religion catholique, et consacre ses dernières forces à la rédaction d'un manuel d'Espéranto en latin, le Compendium grammaticae Esperanti, qui ne sera jamais publié. Il meurt le 2 novembre 1910 à Conceição do Araguaia. Les dominicains ne découvriront sa véritable identité qu'en annonçant sa mort à l'ambassade.

## Œuvres
- Vocabulaire Français-Esperanto / Esperanto-Français, avec Th. Cart et  M. Merckens, Hachette, 1907, rééd. Lacour, 1993  (ISBN 2-86971-653-2).
- L'Évangile de l'heure, Les Temps nouveaux, no 54, 1912, texte intégral, écouter en ligne.
- Compendium grammaticae Esperanti, inédit.

## Notices
- Dictionnaire des anarchistes, « Le Maitron » : notice biographique.
- Centre International de Recherches sur l'Anarchisme (Lausanne) : notice bibliographique.